# Břehy
Břehy (en allemand : Bschech) est une commune du district de Pardubice, dans la région de Pardubice, en République tchèque. Sa population s'élevait à 1 137 habitants en 2024.

## Géographie
Břehy se trouve à 2 km au nord-est du centre de Přelouč, commune dont elle est séparée par l'Elbe, à 15 km à l'ouest de Pardubice, à 25 km au sud-ouest de Hradec Králové et à 82 km à l'est de Prague.
La commune est limitée par Sopřeč et Vlčí Habřina au nord, par Přelovice à l'est, par Přelouč au sud, et par Semín à l'ouest.

## Histoire
La première mention écrite de la localité date de 1085.

## Galerie

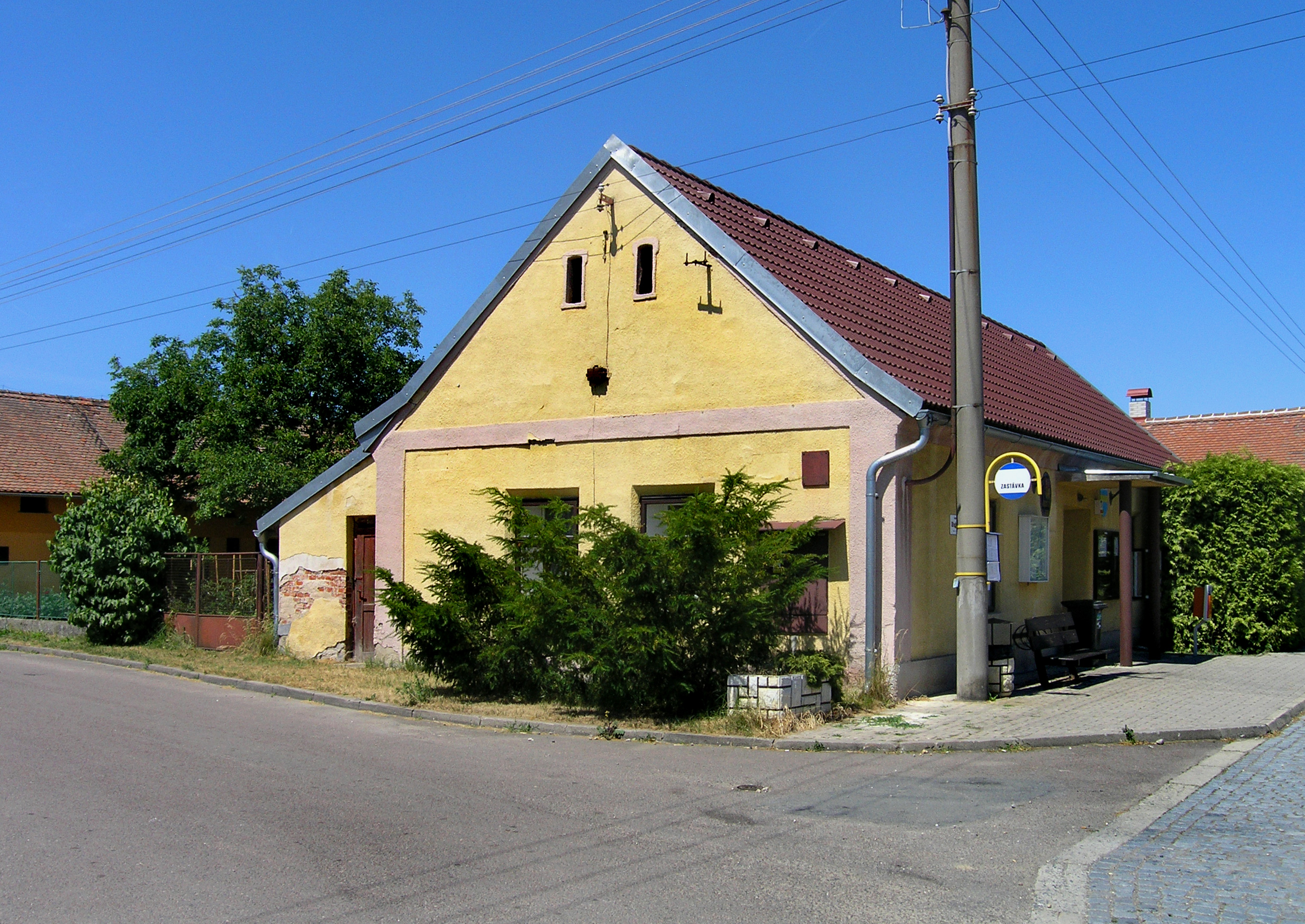
Břehy : la mairie.
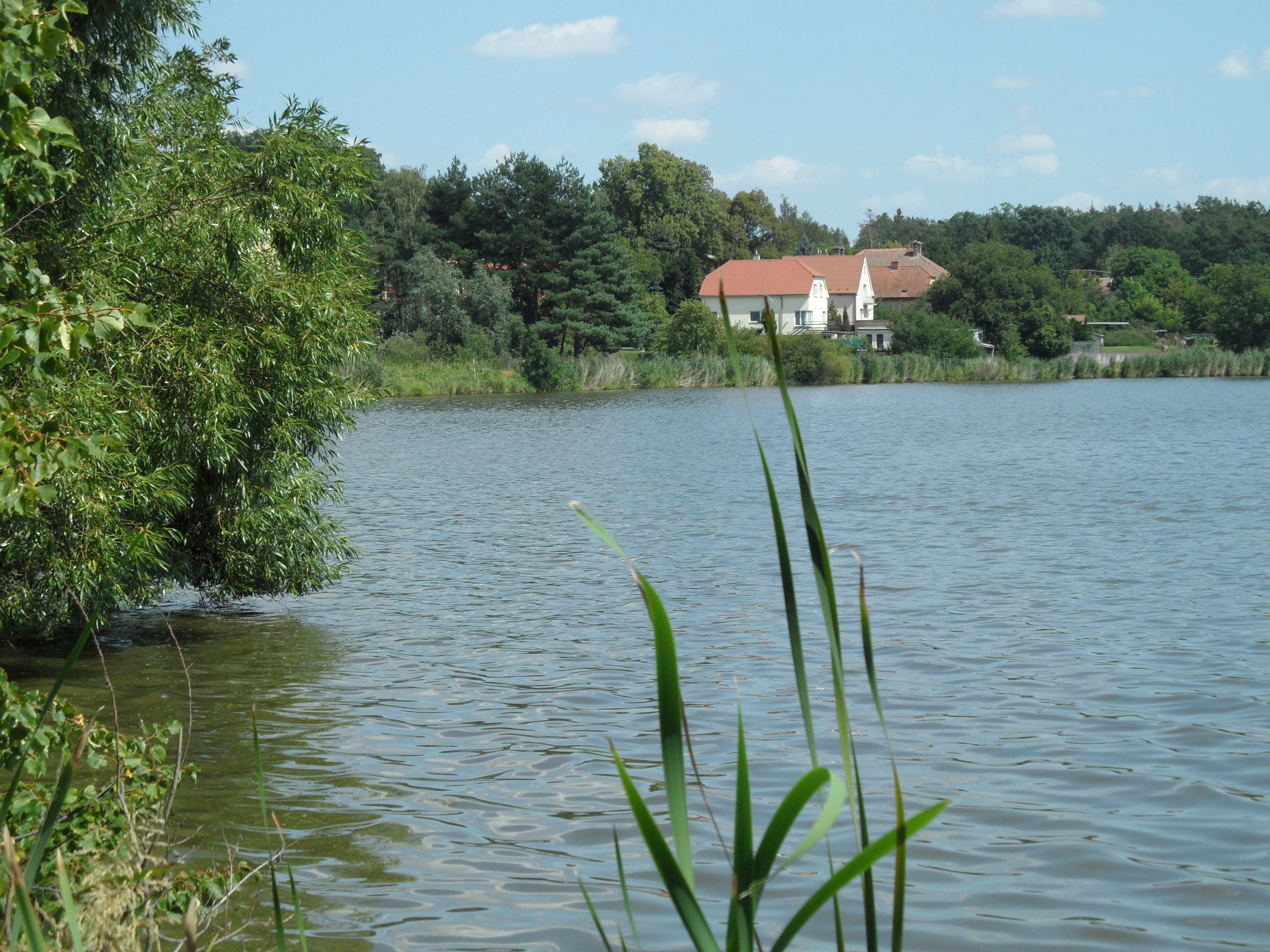
Étang de Buňkov.

## Transports
Par la route, Břehy se trouve à 3 km de Přelouč, à 18 km de Pardubice et à 102 km de Prague. 